# Густав Яні
Густа́в Яні́ (угор. Gusztáv Jány, до 1924 року мав прізвище Густав Гауцінгер (нім. Gustav Hautzinger); нар. 21 жовтня 1883, Радендорф, Мошон — пом. 26 листопада 1947, Будапешт) — угорський воєначальник, генерал-полковник (1942). Учасник Першої та Другої світових війн. За часів німецько-радянської війни командував 2-ю польовою армією, що вела бої на південному напрямку на Сталінград, де була вщент розгромлена взимку 1942—1943 року. Кавалер Лицарського хреста Залізного хреста (31 березня 1943). Після війни був затриманий комуністичною владою Угорщини та розстріляний.

## Біографія
Густав Яні народився 21 жовтня 1883 року у Радендорфі в комітаті Мошон. 1905 році успішно завершив навчання у «Людовіцеумі», вищому військовому закладі Угорщини за часів Австро-угорської імперії.
Брав участь у Першій світовій війні. Після розпаду Австро-Угорщини залишився на військовій службі в Королівській угорській армії. З 1928 року начальник штабу 2-ї змішаної бригади. З 1931 року начальник військової академії в «Людовіцеумі». З 1936 року командир 3-ї змішаної бригади. 1938 році призначений начальником військового секретаріату М.Горті, з одночасним присвоєнням військового звання генерал-ад'ютант, користувався великою довірою регента.
1939—1940 роки командир I армійського корпусу. 1 березня 1940 року Г.Яні призначений командувачем 2-ї угорської армії, яка у квітні-травні 1942 року перекинута до Східного фронту. Армія Г.Яні до складу якої входили III (6-та, 7-ма, 9-та і 20-та легкі дивізії), IV (10-та, 12-та, 13-та легкі дивізії) та VII (19-та і 23-тя легкі дивізії) корпуси, а також 1-ша механізована бригада (загальна чисельність армії близько 205 тис.осіб), в оперативному відношенні вона підкорялася командувачу німецької групи армій «B» генералу М.фон Вейхсу.
З початком операції Блау угорська армія наступала по західному берегу Дона від Воронежа до Павловська, потім вела позиційні бої. У лютому 1943 року 2-га армія зазнала нищівної поразки від радянських військ (за час воєнних дій її втрати становили близько 148 тис. осіб., тобто майже 85 % від штатного складу; об'єднання втратило 80 % своєї техніки та озброєння), а її командувач генерал Г. Яні був важко поранений. 31 березня 1943 року Адольф Гітлер відзначив його Лицарським хрестом Залізного хреста.
У квітні 1943 року 2-гу армію відвели до Угорщини на переформування. 5 серпня його змінив на посаді генерал-полковник Геза Лакатош.
Після війни переховувався в Німеччині, але згодом повернувся до Угорщини. Там був заарештований і запроторений до в'язниці. Угорський військовий трибунал засудив Г. Яні до смертної кари, 26 листопада 1947 року він був розстріляний у Будапешті.
В 1993 році він був посмертно реабілітований Верховним судом Угорщини.